# Caitlin Clarke
Caitlin Clarke (Pittsburgh, 3 mei 1952 – Sewickley, 9 september 2004) was een Amerikaans theater- en filmactrice.

## Korte biografie
Caitlin Clarke werd in 1952 geboren als Katherine Anne Clarke in Pittsburgh. Haar ouders waren Charles en Cecilia Clarke. In 1974 haalde ze haar BA aan het Mount Holyoke Liberal arts college in Massachusetts en in 1978 haar Master of Fine Arts-graad aan de Yale-universiteit.
Ze begon haar carrière in het theater en in 1981 speelde ze haar eerste, en waarschijnlijk bekendste filmrol: als Valerian in de film Dragonslayer. In 1985 trad ze op in drie verschillende Broadway-producties en datzelfde jaar verhuisde ze naar Los Angeles. Hier speelde ze in diverse bioscoop- en televisiefilms. Begin jaren 90 ging ze weer theaterwerk doen en in 1998 en 1999 speelde ze Charlotte Cardoza in de Broadwaymusical Titanic.
In 2000 werd bij haar ovariumcarcinoom geconstateerd. Ze keerde terug naar haar geboortestad Pittsburgh, waar ze theater onderwees aan de universiteit van Pittsburgh. Ze overleed aan haar ziekte in 2004.

## Filmografie
- 1981 - Dragonslayer als Valerian
- 1986 - Crocodile Dundee als Simone
- 1987 - Mayflower Madam als Virginia
- 1988 - Kenny als Sharon
- 1989 - Penn & Teller Get Killed als Carlotta McNamara
- 1989 - The Big Picture als Sharon
- 1991 - Love, Lies and Murder als Sandra Eden
- 1994 - Blown Away als Rita
- 1996 - Kiss and Tell als Karen Wallace
- 1996 - The Stepford Husbands als Lisa
- 1997 - Cost of Living als Annie
- 1997 - A Cure for Serpents als moeder
- 1999 - Joe the King als Pat
- 2001 - Never Again als Allison